# Chicago Fire (seizoen 7)
Dit artikel vat het zevende seizoen van Chicago Fire samen. Dit seizoen liep van 26 september 2018 tot en met 2019.

## Rolverdeling

### Hoofdrollen
- Jesse Spencer - kapitein Matthew Casey
- Taylor Kinney - luitenant Kelly Severide
- Kara Killmer - paramedicus Sylvie Brett
- Eamonn Walker - commandant Wallace Boden
- David Eigenberg - brandweerman Christopher Hermann
- Yuri Sardarov - brandweerman Brian "Otis" Zvonecek
- Joe Minoso - brandweerman Joe Cruz
- Christian Stolte - brandweerman Randy "Mouch" McHolland
- Miranda Rae Mayo - brandweervrouw Stella Kidd
- Annie Ilonzeh - paramedicus Emily Foster

### Terugkerende rollen
- Randy Flagler - reddingswerker Capp
- Daniel Kyri - Ritter
- Anthony Ferraris - reddingswerker Tony
- Jesse Lee Soffer - rechercheur Jay Halstead
- Marina Squerciati - agente Kim Burgess
- LaRoyce Hawkins - agent Kevin Atwater
- Nick Gehlfuss - dr. Will Halstead
- Torrey DeVitto - dr. Natalie Manning
- Colin Donnell - dr. Connor Rhodes
- Brian Tee - dr. Ethan Choi
- Patti Murin - dr. Nina Shore
- S. Epatha Merkerson - Sharon Goodwin
- Louis Herthum - Pat Halstead
- Steven Boyer - Jerry Gorsch
- Teddy Sears - Kyle Sheffield

## Afleveringen
| Nr. | Aflevering | Titel                          | Regisseur          | Schrijver(s)                  | Selectie gastrollen | Uitzenddatum      |  |
| --- | ---------- | ------------------------------ | ------------------ | ----------------------------- | --- | ----------------- |  |
| 138 | 1          | A Closer Eye                   | Sanford Bookstaver | Derek Haas                    | Monica Raymund - paramedicus Gabriela Dawson Gary Cole - chief Grissom James Leaming - Dale Cerrutti                                                                     | 26 september 2018 |  |
| Casey moet zijn gedachten op orde krijgen nu zijn grote liefde Dawson is vertrokken naar Puerto Rico, en later ontdekt hij dat zij daar permanent wil gaan wonen. Ondertussen verwelkomt kazerne 51 een nieuwe medewerkster, paramedicus Emily Foster die Dawson op de ambulance vervangt. Boden raakt verstrikt in een heftige discussie met de assistent adjunct-commandant, dit wanneer hij de reputatie van zijn kazerne wil opvijzelen. Casey krijgt bij thuiskomst een verrassing te verwerken, daar ziet hij Dawson die afscheid van hem komt nemen. |            |                                |                    |                               | |                   |  |
| 139 | 2          | Going to War                   | Reza Tabrizi       | Andrea Newman Michael Gilvary | Kristen Gutoskie - Chloe Timothy Weinert - Paxson | 33 oktober 2018   |  |
| Deze aflevering is een cross-over met Chicago Med (seizoen 4, aflevering 2) en Chicago P.D. (seizoen 6, aflevering 2). Het personeel van kazerne 51 hebben hun handen vol aan een brand in een 22 etages hoog flatgebouw dat een enorme chaos veroorzaakt. De vader van rechercheur Halstead is een van de slachtoffers die opgesloten zit in de brand. Ondertussen wordt Boden nog steeds geobserveerd door de nieuwe assistent adjunct-commandant. Casey en Brett kunnen nog steeds moeilijk accepteren dat Dawson is vertrokken, en Foster begint open te worden over haar verleden. |            |                                |                    |                               | |                   |  |
| 140 | 3          | Thirty Percent Sleight of Hand | Eric Laneuville    | Michael A. O’Shea             | Kristen Gutoskie - Chloe Chris Payne Gilbert - Mark Whittaker Ellen Adair - Amy Whittaker David Kwong - illusionist                                                      | 10 oktober 2018   |  |
| Severide raakt in een moeilijke positie nadat hij een auto achtervolgt en deze van een brug raakt, en hiervoor aangeklaagd wordt voor poging tot doodslag. De assistent adjunct-commandant stelt een nieuwe bevelvoerder aan voor kazerne 51, en later blijkt dat deze zijn zwager is. Boden is er niet mee eens, en gaat tegen de wens van de assistent adjunct-commandant in door Hermann aan te stellen als de nieuwe bevelvoerder. Cruz krijgt onverwachts romantische aandacht van een vrouw. Mouch probeert een brandweerman te helpen die laatst ontslagen werd na de fatale flatbrand. |            |                                |                    |                               | |                   |  |
| 141 | 4          | This Isn't Charity             | Batan Silva        | Matt Whitney                  | Tye White - Tyler Jerry Kernion - Mickey Barnes Laura Shoop - Jeff Kurysz - coach Dorman Patti Murin Amanda Curtis                                                       | 17 oktober 2018   |  |
| Het personeel van kazerne 51 heeft zijn handen vol aan een auto die betrokken was met diverse explosies door handgranaten. Ondertussen begint zijn eerste week als de nieuwe bevelvoerder, en Mouch helpt nog steeds een medebrandweerman. Brett en Foster vermoeden dat een kind doping toegediend krijgt tijdens gymnastiek, en Foster beschuldigt de moeder van het kind hiervan. Een oude schoolvriend van Stella bezoekt Chicago, en Severide vermoedt dat hier meer achter zit. |            |                                |                    |                               | |                   |  |
| 142 | 5          | A Volatile Mixture             | Sanford Bookstaver | Andrea Newman                 | Treat Williams - Benny Severide Kate Villanova - Naomi Graham | 24 oktober 2018   |  |
| De brandweermannen reageren op een oproep van een brand op een woonwagenpark. Op de brandweerkazerne valt Gorsch om het minste geringst uit tegen zijn collega's. Een verslaggever vraagt Casey onderzoek te doen naar de brand, dit omdat hij zes soortgelijke branden heeft ontdekt. Wanneer Gorsch probeert Boden permanent van de brandweerkazerne weg te krijgen, zet dit kwaad bloed bij Boden en ontheft Gorsch uit zijn functie. Op Yelp wordt een negatieve reactie geplaatst over café Molly's, en Hermann, Otis en Kidd proberen nu te achterhalen wie dit gedaan heeft. Severide vraagt met tegenzin hulp van zijn vader. Brett ontdekt dat Foster biseksueel is nadat zij na een date gedumpt is, en probeert haar nu te verdedigen. |            |                                |                    |                               | |                   |  |
| 143 | 6          | All the Proof                  | Leslie Libman      | Jamila Daniel                 | Gordon Clapp - kapelaan Orlovsky Norma Kuhling - dr. Ava Bekker Marlyne Barrett - Maggie Lockwood                                                                        | 31 oktober 2018   |  |
| Gorsch en Boden liggen samen nog steeds op rampkoers, en dit escaleert wanneer Gorsch de leiding neemt bij een brand in een appartementencomplex. Severide ontvangt slecht nieuws over zijn vader. Cruz probeert iedereen Spaans te leren, dit na een taalmisverstand bij een uitruk. Casey is nog steeds met de verslaggever onderzoek aan het doen naar de verdachte branden. Kapelaan Orlovsky kondigt zijn pensioen aan, en laat de brandweerkazerne kennis maken met zijn opvolger kapelaan Kyle Sheffield. Severide wordt emotioneel als Boden onthult wat zijn vader als laatste daad heeft gedaan. Tot grote opluchting van Boden verlaat Gorsch voorgoed de brandweerkazerne.                                                            |            |                                |                    |                               | |                   |  |
| 144 | 7          | What Will Define You           | Olivia Newman      | Michael A. O'Shea             | Brittany Curran - Katie Nolan Emma Fuhrmann - Erica Ballard Lanny Joon - Cassidy Slaughter-Mason - Penelope                                                              | 7 november 2018   |  |
| Severide heeft het moeilijk met de aankomende begrafenis van zijn vader. Kidd doet grote moeite om de medaille te vinden dat Benny eerder heeft gekregen voor zijn werk als brandweerman. Brett moet een moeilijke beslissing nemen wanneer een tiener een auto-ongeluk veroorzaakt tijdens het gebruik van zijn mobiele telefoon. Otis ontmoet na een lange tijd zijn oude liefde Katie, de halfzus van Severide. |            |                                |                    |                               | |                   |  |
| 145 | 8          | The Solution to Everything     | Mark Tinker        | Michael Gilvary               | Melissa Ponzio - Donna Robbins Kate Villanova - Naomi Graham Kristen Gutoskie - Chloe                                                                                    | 14 november 2018  |  |
| Overmand door verdriet over het verlies van zijn vader raakt Severide tijdens een brand in problemen, en wordt net op tijd gered. Door dit voorval besluit Severide hulp te zoeken bij Foster. Ondertussen komen Casey en de verslaggever op het woonwagenpark bij elkaar, en daar ontdekken zij dat de laatste brand door opzet veroorzaakt werd. Hermann, Mouch en Otis vinden een kalender van de brandweer uit 1990, en zien daar Boden opstaan. |            |                                |                    |                               | |                   |  |
| 146 | 9          | Always a Catch                 | Reza Tabrizi       | Derek Haas                    | Kristen Gutoskie - Chloe Kate Villanova - Naomi Graham Tye White - Tyler Ariane Rinehart - Lily                                                                          | 5 december 2018   |  |
| De mensen van brandweerkazerne reageren op een oproep van meerdere ongelukken op de snelweg, en daar ontdekt Cruz dat zijn vriendin een van de slachtoffers is. Casey groeit steeds meer naar de verslaggeefster toe, met wie hij aan het verhaal van het woonwagenpark werkt. Foster denkt na over een aanbod om terug te keren naar haar medische opleiding. De jaloezie naar de vriend van Stella zorgt ervoor dat Severide moeite heeft met zijn relatie. Casey wordt gewekt uit zijn slaap en ontdekt dan dat zijn appartement in brand staat, en dat zijn leven hierdoor in gevaar komt. |            |                                |                    |                               | |                   |  |
| 147 | 10         | Inside these walls             | Jono Oliver        | Michael Brandt Derek Haas     | Jordan Belfi - Bradley Boyd Kate Villanova - Naomi Graham Moe Irvin - Hollander Colin Egglesfield - Gordon Mayfield                                                      | 9 januari 2019    |  |
| Casey en Naomi kunnen ten nauwer nood ontsnappen aan de brand in hun appartement, en Casey vermoedt dat het brandstichting was. De relatie tussen Severide en Stella komt onder druk te staan, wanneer hij zijn tijd liever besteed aan het restaureren van oude boten dan in plaats van aan haar. Brett, Foster, Otis en Hermann organiseren een veiligheidsdemonstratie voor highschool studenten, maar worden dan verrast door oude bekenden. De brandweerkazerne reageren op een oproep van een ongeluk, en Severide komt hierbij bijna om. Later neemt Naomi afscheid van Casey en gaat dan naar Zurich. |            |                                |                    |                               | |                   |  |
| 148 | 11         | You Choose                     | Paul McCrane       | Jamila Daniel                 | Jordan Belfi - Bradley Boyd Patrick Mulvey - agent Bell | 16 januari 2019   |  |
| Severide en Stella proberen weer met hun leven door te gaan, nadat zij hun relatie hebben beëindigd. Het werk van Severide aan de boten neemt een dramatische wending wanneer de garage waar de boten in liggen verwoest wordt door brand. Het blijkt dat de brand ontstond door brandstichting, en tot zijn grote verrassing wordt Severide zelf beschuldigd van brandstichting. Ondertussen helpt Brett Casey met het vinden van een nieuw appartement. Foster vermoedt dat een van haar patiënten, na een aanval, te veel medicijnen van haar dokter krijgt. Stella oefent intensief met de huishond van de kazerne, omdat dinsdag een hondenshow is.                                                                                          |            |                                |                    |                               | |                   |  |
| 149 | 12         | Make This Right                | Milena Govich      | Andrea Newman                 | Chris Cafero - agent Nick Chaffee Patrick Mulvey - dr. Jack Garcia Amy Morton - Trudy Platt                                                                              | 23 januari 2019   |  |
| Casey en Severide krijgen hun bedenkingen na een oproep bij een eenzijdige motor ongeluk zonder andere voertuigen. Ondertussen wordt Mouch steeds vermoeider van Otis met zijn oude grappen, en Ritter probeert hem hierbij te helpen. Foster heeft een date met een dokter. De brandweerkazerne ontvangt een oproep van een museum waar een jongen vastzit in een kunstwerk. |            |                                |                    |                               | |                   |  |
| 150 | 13         | The Plunge                     | Leslie Libman      | Michael A. O'Shea             | Robyn Coffin - Cindy Herrmann Patrick Mulvey - agent Bell David Darlow - dr. Alan Buchner                                                                                | 6 februari 2019   |  |
| Wanneer de brandweerkazerne reageren op een oproep van een zwaar auto-ongeluk, en Hermann heeft het hier moeilijk mee omdat zijn zoon net zijn rijbewijs heeft gehaald. Foster wordt gestalkt door de dokter met wie zij laatst een date had, en dit heeft effect op haar werk. Om dit op te lossen krijgt zij alle hulp van haar collega's. Severide neemt Casey mee op een ouderwetse kroegentocht. |            |                                |                    |                               | |                   |  |
| 151 | 14         | It Wasn't About Hockey         | Carl Seaton        | Elizabeth Sherman Derek Haas  | Brian Letscher - hockeytrainer David Pasquesi - McAuley Ty Doran - T.J. Jagodowski - Rodney Ogle                                                                         | 13 februari 2019  |  |
| Brett, Foster en Kidd gaan samen op stap naar Indiana, en raken dan betrokken bij een auto-ongeluk waarbij een schoolbus betrokken is met vele zware gewonden. Brett en Foster voeren dan een strijd tegen de klok om de vele gewonden te helpen zonder de benodigde hulpmiddelen. Ondertussen voert de rest van het personeel op de brandweerkazerne een chili kookwedstrijd. |            |                                |                    |                               | |                   |  |
| 152 | 15         | What I Saw                     | Reza Tabrizi       | Andrea Newman Michael Gilvary | Tracy Spiridakos - rechercheur Hailey Upton Jason Beghe - brigadier Hank Voight Blake Morris - Calvin Suggs Sean Kleier - Keith Ben Marten - Kehoe Jeff Lima - Leon Cruz | 20 februari 2019  |  |
| Deze aflevering is een cross-over met Chicago P.D. (Seizoen 6, aflevering 15). Een reeks overvallen op appartementencomplexen vinden plaats, en in een brandweerkluis wordt een vermiste sleutel gevonden. De politie vraagt Cruz undercover te gaan bij een andere brandweerkazerne. Dit omdat Voight vermoedt dat een collega brandweerman een verdachte is na de laatste gebeurtenissen. Ondertussen gaat Kidd op date met een van haar laatste slachtoffers. |            |                                |                    |                               | |                   |  |
| 153 | 16         | Fault in Him                   | Eric Laneuville    | Matt Whitney                  | Gary Cole - chief Grissom Virginia Muller - Gina Daniel McEvilly - Frank                                                                                                 | 27 februari 2019  |  |
| Wanneer Casey naar een zelfmoordpoging gaat, wordt hij overvallen door een schutter die zijn broer heeft vermoord. Later probeert Brett Casey te overhalen om zijn emoties te tonen. Ondertussen komt de commissaris naar de brandweerkazerne om steun te zoeken voor hem, nadat er geruchten zijn dat er mensen zijn die hem weg willen hebben. |            |                                |                    |                               | |                   |  |
| 154 | 17         | Move a Wall                    | Olivia Newman      | Derek Haas                    | Tracy Spiridakos - Hailey Upton Robyn Coffin - Cindy Herrmann Mike Doherty - Doherty Aaron Munoz - Kevin Klinginpill                                                     | 27 maart 2019     |  |
| Casey lijdt nog steeds onder zijn PTSS, en reageert dit af op Hermann nadat bij een oproep Ritter gewond raakt. Ondertussen vermoedt Stella, bij dezelfde oproep, dat het slachtoffer kinderen gegijzeld houdt in een geheime kamer. De vrouw van Hermann is bezig met de decoratie van de hoofdkamer. Later wordt Stella bedankt voor haar diensten nadat zij zo kalm is gebleven tijdens de laatste oproep. |            |                                |                    |                               | |                   |  |
| 155 | 18         | No Such Thing as Bad Luck      | Jann Turner        | Michael Gilvary               | JoNell Kennedy - Jasmine Lacey David Lind - Dex Lacey Melissa Ponzio - Donna Robbins Devion Stevens - Dex                                                                | 3 april 2019      |  |
| Bij een brand loopt Boden een ex-vriendin tegen het lijf, dit tot ergernis van zijn vrouw. Casey en Severide vermoeden dat de brand aangestoken is. Ondertussen wordt Cruz beoordeeld over zijn optreden bij een oproep, en Severide geeft hem een berisping vanwege het negeren van een bevel. |            |                                |                    |                               | |                   |  |
| 156 | 19         | Until the Weather Breaks       | Reza Tabrizi       | Michael A. O'Shea             | Patrick John Flueger - agent Adam Ruzek Isaac Harger - Logan Miller Matt Lusk - Trace Radermacher Brian Keys - Phill Burrell                                             | 24 april 2019     |  |
| Tijdens een stormachtige nacht vinden de brandweermannen een verdwaald kind, en zetten nu alles op alles om antwoorden over hem te vinden. Een man meldt zich bij de brandweerkazerne en stelt zich voor als een collega uit Detroit, maar Otis vertrouwt hem niet helemaal. Ondertussen beseffen Brett en Casey dat zij gevoelens voor elkaar hebben. |            |                                |                    |                               | |                   |  |
| 157 | 20         | Try Like Hell                  | Stephen Cragg      | Matt Whitney Jamila Daniel    | Zenzi Williams - Niya Curtis Ariane M. Reinhart - Samantha Massell - Olivia                                                                                              | 8 mei 2019        |  |
| De brandweer wordt naar een brand in een haarsalon gestuurd, en uit onderzoek blijkt dat het een brandstichting was. Het onderzoek wordt voortgezet naar de eigenaar, dit voor het verzekeringsgeld. Severide denkt dat de brandstichter dezelfde persoon is in een oude zaak die zijn vader toentertijd onderzocht. Ondertussen wordt kazerne 51 door een andere kazerne beschuldigd van diefstal van hun waterspuit, wat zij echter in alle toonaarde ontkennen. Otis vindt dan echter de waterspuit, en wil deze stiekem naar de kazerne terugbrengen. |            |                                |                    |                               | |                   |  |
| 158 | 21         | The White Whale                | Joe Chappelle      | Andrea Newman Michael Gilvary | Zenzi Williams - Niya Curtis Abraham Benrubi - Russ LaPointe Zenzi Williams - Niya Curtis Kate Middleton - Carol Spears                                                  | 15 mei 2019       |  |
| Het onderzoek van Severide naar de brandstichting krijgt een verrassende wending wanneer hij geschorst wordt vanwege insubordinatie. Later ontdekt hij echter de identiteit van de brandstichter, en vertelt direct aan zijn collega’s op de kazerne dat de brandstichter een kerk wil opblazen. Ondertussen wordt Hermann wantrouwend naar collega brandweermannen die het goed hebben nadat zij met pensioen zijn gegaan. Brett vraagt zich af wat zij met haar gevoelens naar Casey moet doen. |            |                                |                    |                               | |                   |  |
| 159 | 22         | I'm Not Leaving You            | Reza Tabrizi       | Derek Haas                    | Kate Middleton - Carol Spears Rahm Emanuel - zichzelf Erin Breen - Alexa Hubble H.B. Ward - Doug Denton                                                                  | 22 mei 2019       |  |
| Severide en Kidd zetten hun onderzoek naar de brandstichter voort. Later overdenken zij hun romantische relatie. Ondertussen krijgt Casey ook gevoelens voor Brett, en ontdekt dam dat zij en Sheffield zich verloofd hebben. Een grote fabrieksbrand zorgt ervoor dat iedereen van kazerne 51 daar naartoe moet, en tijdens hun werkzaamheden raken zij allemaal ineens in levensgevaar. |            |                                |                    |                               | |                   |  |